# Totärnen (Askersunds socken, Närke, 652513-144064)
Totärnen är en sjö i Askersunds kommun i Närke och ingår i Motala ströms huvudavrinningsområde.